# Kawayan
Kawayan est une municipalité des Philippines située dans le nord de la province de Biliran. Elle est subdivisée en 20 barangays.

## Subdivisions
Les 20 barangays de la municipalité de Kawayan sont :
- Baganito
- Balacson
- Bilwang
- Bulalacao
- Burabod
- Inasuyan
- Kansanok
- Mada-o
- Mapuyo
- Masagaosao
- Masagongsong
- Poblacion
- Tabunan Nord
- Tubig Guinoo
- Tucdao
- Ungale
- Balite
- Buyo
- Villa Cornejo (Looc)
- San Lorenzo